# Cyclophora albiocellaria
Cyclophora albiocellaria ist ein Schmetterling (Nachtfalter) aus der Familie der Spanner (Geometridae).

## Merkmale

### Falter
Die Flügelspannweite der Falter der ersten Generation beträgt 20 bis 25 Millimeter; diejenige der zweiten Generation ist etwas kleiner und beträgt 18 Millimeter. Der Apex der Vorderflügel ist leicht zugespitzt. Die Grundfarbe variiert von gelb über orange bis zu gelbbraun. Bei manchen Exemplaren kann der Mittelschatten leicht rötlich überstäubt sein. Innere und äußere Querlinie sind aus dunklen Punktreihen gebildet. Der Mittelschatten ist breit und schwärzlich gezackt. Die Hinterflügel ähneln in ihren Zeichnungselementen den Vorderflügeln. Alle Flügel zeigen deutliche, runde, weiß gekernte Augenflecke.

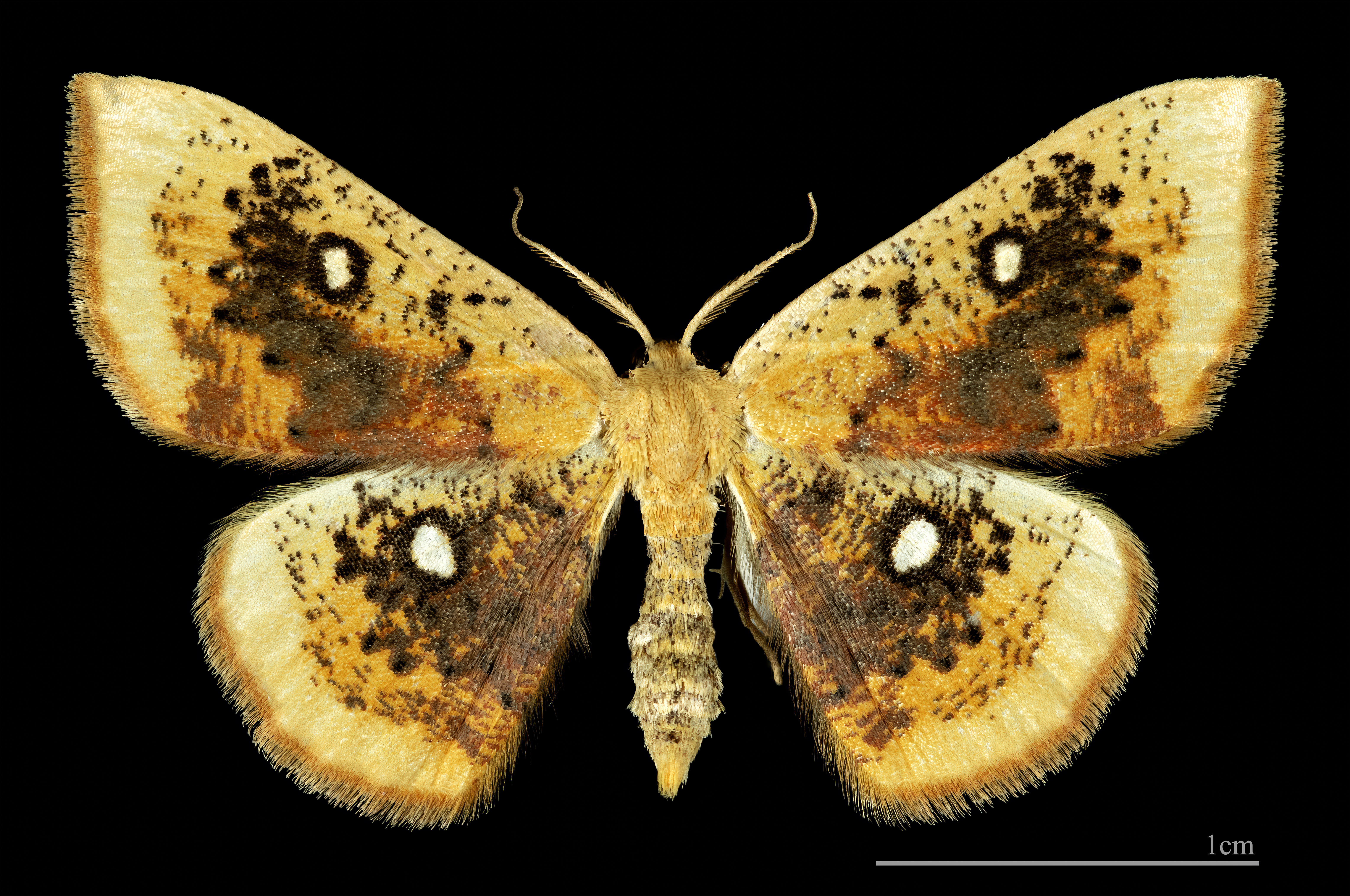
♂
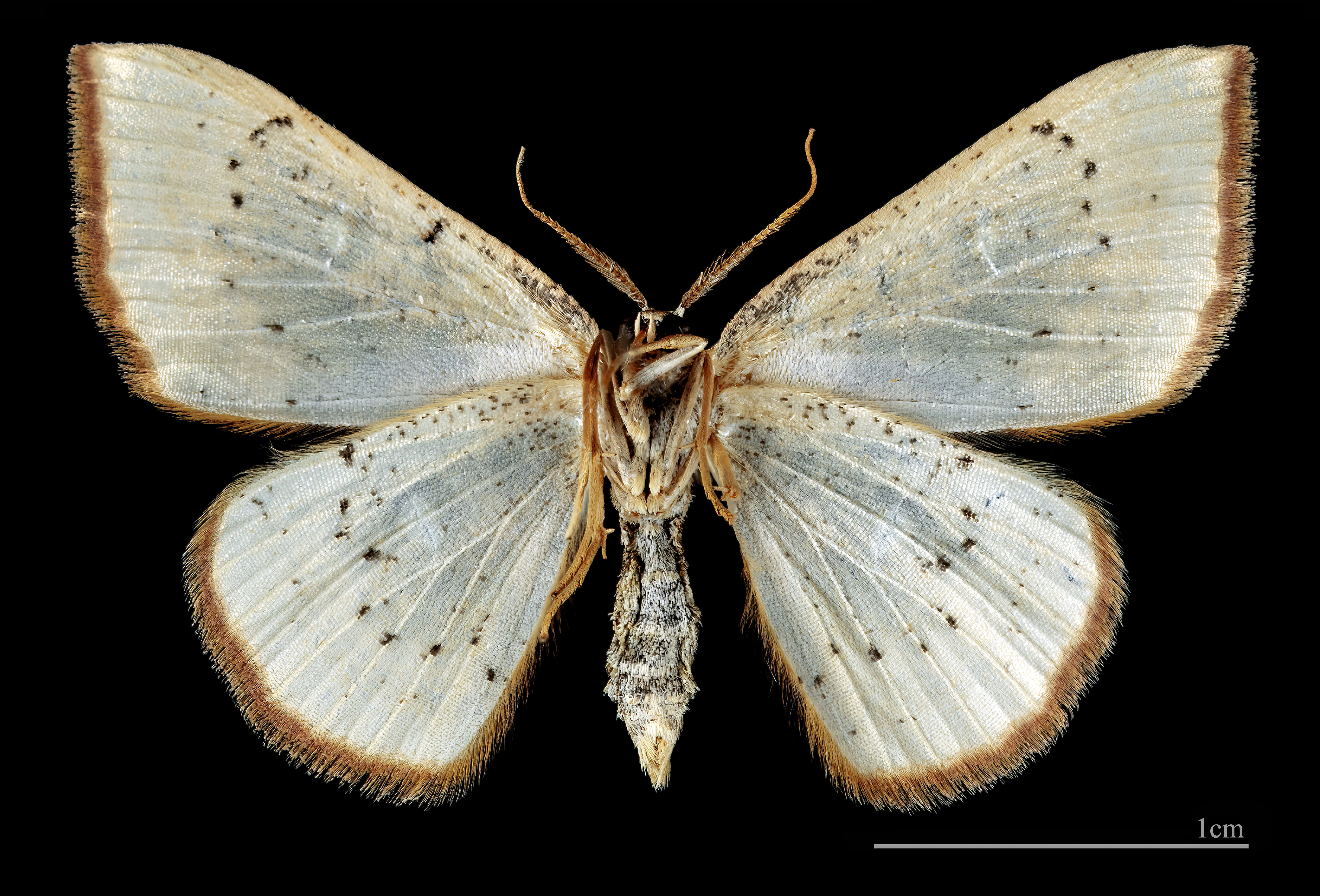
♂ △

### Raupe
Die Farbe der Raupen variiert von grüngelb bis samtbraun. An Vorder- und Hinterende sind sie rötlich getönt und zeigen außerdem eine dunkle Rückenlinie. Auf den mittleren Segmenten befinden sich breite, dunkle Schrägstriche.

### Puppe
Die Puppe ist hellgelb. Sie ist durch zwei Reihen dunkler Rückenpunkte sowie schwarz geaderte, dunkle Flügelscheiden charakterisiert.

### Ähnliche Arten
- Cyclophora lennigiaria unterscheidet sich durch den schwächer angelegten Mittelschatten sowie die Ausprägung der Augenflecke, die kleiner und oval geformt sind. C. lennigiaria wurde früher als Unterart von C. albiocellaria angesehen. Die Eigenständigkeit der beiden Arten wird bis heute kontrovers diskutiert, wenngleich viele Autoren diese anerkennen.[1] Weitere Untersuchungen zur endgültigen Klärung werden durchgeführt. Ein Unterschied besteht auch in der Wahl der Futterpflanzen: C. albiocellaria lebt an Feld-Ahorn (Acer campestre), C. lennigiaria dagegen an Französischem Ahorn (Acer monspessulanum).
- Cyclophora ariadne zeigt ein insgesamt helleres Erscheinungsbild. Der Apex der Vorderflügel ist weniger spitz und mehr gerundet. Da die Art außerdem endemisch auf Kreta vorkommt, gibt es keine geographische Überlappung mit C. albiocellaria.

## Geographisches Verbreitung und Vorkommen
Die Verbreitung der Art erstreckt sich von Südosteuropa bis zum Ural. In Hautes-Alpes leben lokale Populationen. Außerdem gibt es Vorkommen von der Türkei über den Kaukasus bis in die zentralasiatischen Gebirge. In den Südalpen ist sie noch in einer Höhe von 1300 Metern zu finden. Sie lebt bevorzugt in kargen Laubwäldern sowie an sonnigen Berghängen, sofern dort die Nahrungspflanze der Raupen vorkommt.

## Lebensweise
Die Art bildet zwei Generationen im Jahr. Die Falter fliegen von Ende April bis Anfang Juni und dann wieder von Mitte Juli bis Mitte September. Sie sind dämmerungs- und nachtaktiv und besuchen auch künstliche Lichtquellen. Die Raupen ernähren sich von den Blättern des Feldahorns (Acer campestre). Die Puppe überwintert.